# Benedetto Bresca
Benedetto Bresca (1530 – Sanremo, 1603) è stato un marinaio italiano.

## Biografia
Benedetto Bresca nacque nel 1530 da famiglia sanremasca (secondo alcuni studiosi le sue origini sono bordigotte), fu un capitano di mare, che in alcuni testi appare con il nome di "Giacomo Bresca"; sposò Maria Barnaba nell'anno 1595 e morì a Sanremo nel 1603.
Divenne famoso per un episodio accaduto il 10 settembre 1586, quando il Papa Sisto V fece collocare nel centro di Piazza San Pietro un gigantesco obelisco egizio, alto 25 metri e del peso di oltre 300 tonnellate, eretto da Caligola in memoria di Augusto e Tiberio.

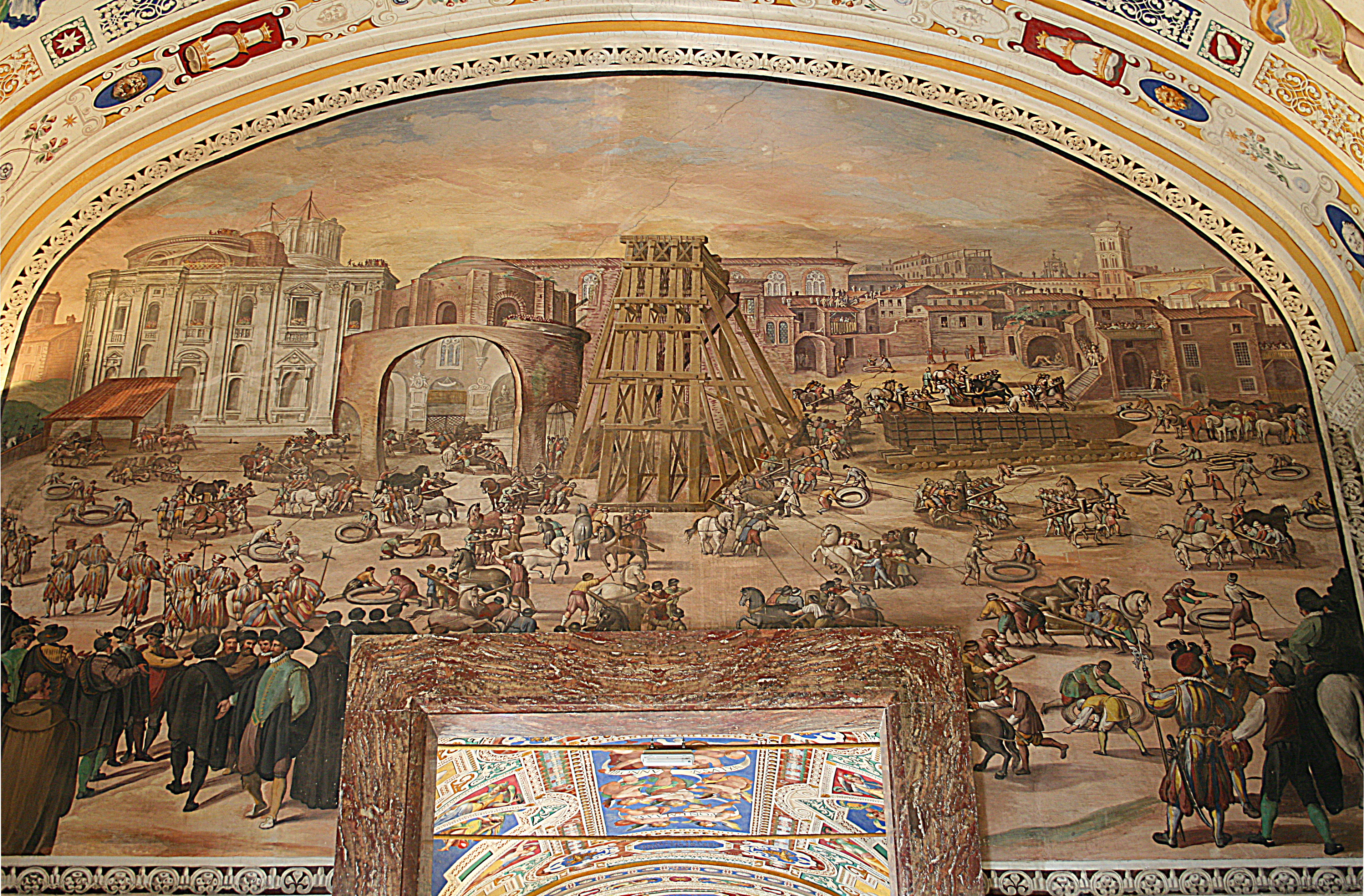
Affresco (1685-1688) della Biblioteca Apostolica Vaticana. Erezione dell'Obelisco Vaticano in Piazza San Pietro.

L'enorme monumento venne dapprima spostato per poi essere sollevato, sotto la guida dell'architetto Domenico Fontana. A causa del delicato e difficile lavoro, Papa Sisto V impose nella piazza il silenzio totale per l'intera durata delle operazioni, con pena di morte per coloro che avessero trasgredito. 
Nel corso del sollevamento le funi, tese e sollecitate dall'enorme peso, furono presto surriscaldate e sul punto di cedere. Bresca, esperto marinaio, notato l'imminente pericolo ruppe il silenzio con il grido "aiga ae corde" (acqua alle corde), trasgredendo così all'ordine impartito da Papa Sisto V. Il consiglio venne però recepito dall'architetto Fontana, che fece immediatamente bagnare le funi di canapa, scongiurando il crollo dell'obelisco.
Sisto V, grato per l'espediente che evitò il grave disastro, non fece punire Bresca, offrendogli anzi di scegliere lui stesso un compenso. Il capitano Bresca ottenne così l'onore di poter inviare da Sanremo a Roma, ogni anno, le palme per le feste pasquali.
Nel centro cittadino di Sanremo è intitolata ad oggi, al capitano Bresca, l'omonima piazza.